# Saro Urzì

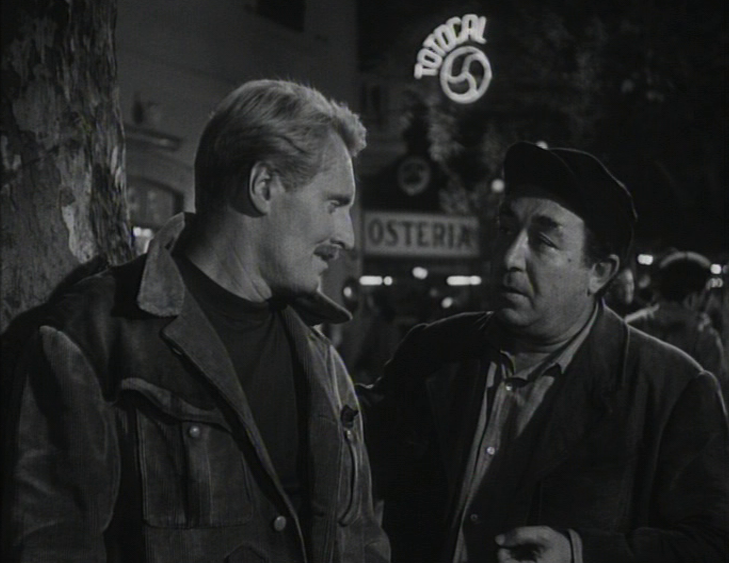
Pietro Germi cu Saro Urzì într-o scenă din filmul Omul de paie

Saro Urzì  de fapt Rosario Urzì, (n. 24 februarie 1913, Catania, Italia – d. 1 noiembrie 1979, San Giuseppe Vesuviano, Campania, Italia) a fost un actor italian. Printre cele mai cunoscute filme ale sale se numără Odessa în flăcări (1942), Feroviarul (1956), Încurcătură blestemată (1959), Sedusă și abandonată (1964) și nu în ultimul rând Serafino (1968).

## Biografie
Părăsind Sicilia în căutarea norocului și după ce a desfășurat diverse activități în tinerețe, ajunge la Roma, unde începe să lucreze în domeniul cinematografiei, mai întâi ca figurant, dublură de cascador și acrobat și apoi ca actor, în roluri mai puțin importante în filmele din anii treizeci și patruzeci, perfecționându-și personajele de caracter sicilian, uneori cu temperament sanguin și coleric, dar cu o mare doză de umanitate. Din această perioadă ne amintim de filmele Campo de 'Fiori (1943) de Mario Bonnard, La freccia nel fianco (1944) de Alberto Lattuada și Emigrantes (1948) de Aldo Fabrizi.
Interpretarea sa în filmul În numele legii i-a adus premiul Panglica de argint în 1949 pentru cel mai bun actor în rol secundar. Rolul său în Sedusă și abandonată i-a adus ulterior premiul pentru cel mai bun actor la Festivalul de Film de la Cannes din 1964, precum și a doua Panglică de Argint în 1965.
În anii șaizeci și șaptezeci interpretează personaje inconfundabile în numeroase filme, lucrând cu cei mai mari regizori italieni ai vremii, precum Nanni Loy, Luigi Comencini, Alessandro Blasetti, Carlo Lizzani. A participat de asemenea, la toate cele cinci filme din saga Don Camillo, bazate pe poveștile lui Giovannino Guareschi, cu Gino Cervi și Fernandel. De asemenea, a lucrat cu regizori străini, precum Joseph Losey și Claude Chabrol și a apărut în filmul Nașul din 1972, regizat de Francis Ford Coppola și bazat pe romanul cu același nume de Mario Puzo, precum și în parodia aceluiași film Il figlioccio del padrino, filmat în 1973 de Mariano Laurenti, alături de Franco Franchi.
Saro Urzì a apărut în peste 90 de filme între anii 1939-1976.

## Filmografie selectivă
- 1939 Il sogno di Butterfly, regia Carmine Gallone
- 1940 La conquista dell'aria, regia Romolo Marcellini
- 1940 Senza cielo, regia Alfredo Guarini
- 1941 Tosca, regia Carl Koch
- 1942 Un colpo di pistola, regia Renato Castellani
- 1942 Odessa în flăcări (Odessa in fiamme), regia Carmine Gallone
- 1942 Giorno di nozze, regia Goffredo Alessandrini
- 1943 Harlem, regia Carmine Gallone
- 1943 Campo de' fiori, regia Mario Bonnard
- 1945 La freccia nel fianco, regia Alberto Lattuada
- 1949 Emigrantes, regia Aldo Fabrizi
- 1949 În numele legii (In nome della legge), regia Pietro Germi
- 1950 Pact cu diavolul, regia Luigi Chiarini
- 1950 Suflete zbuciumate (Il cammino della speranza), regia Pietro Germi
- 1951 Trieste mia!, regia Mario Costa